# Guy Steinbach
Guy Steinbach, né le 28 octobre 1918 à Paris et mort le 7 novembre 2013 à Versailles est un militant royaliste, résistant et journaliste français.

## Biographie
Ancien Camelot du roi, il collabore ensuite au périodique d'Action française Aspects de la France. Il devient plus tard secrétaire général du mouvement royaliste Restauration nationale. Guy Steinbach est également président de l'Association Marius Plateau (Association Marius Plateau des anciens combattants d'Action Française), il occupe aussi le poste de secrétaire de l'association Cité vivante présidée par le militant catholique François-Marie Algoud et il est membre du Conseil d'Administration et Commissaire de la « Flamme sous l'Arc de Triomphe ».
Durant les années 1990, lors de la sécession de Restauration nationale, il reste aux côtés d'Hilaire de Crémiers et de la RN.
Ses positions sur le souverainisme ont été critiquées par Pierre Pujo (qui avait fondé le Centre royaliste d'Action française, concurremment à la RN en 1993), dans L’Action Française 2000 (no 2695 – du 16 février au 1er mars 2006).
Guy Steinbach fut président d'honneur du Groupe d'Action Royaliste. Il collabora fréquemment avec le président du GAR, Frédéric Winkler. Ce dernier ayant été plaqué Camelot du Roi en 1980 par Guy Steinbach, s'est vu remettre en 2008 la plaque rouge "chef de groupe" des mains de Guy Steinbach afin d'encourager les initiatives du GAR et réaffirmer la lignée des Camelots du Roi.
On doit notamment à Guy Steinbach une étude sur les Camelots du roi.
Il adhéra à l'Alliance royale, parti royaliste fondé en 2001, et qui milite pour l'institution d'une monarchie constitutionnelle en France[réf. nécessaire].
Doyen des Camelots du Roi, il est mort le 7 novembre 2013 à l'âge de 95 ans.

## Ouvrage
- Les Camelots du roi, Histoire des Camelots du Roi, Paris, Éd. Aspects de la France, 1989. 
  - Disponible en ligne, avec notamment un texte de Pierre Pujo,  "L'esprit des Camelots survit"[3]